# École nationale des chartes

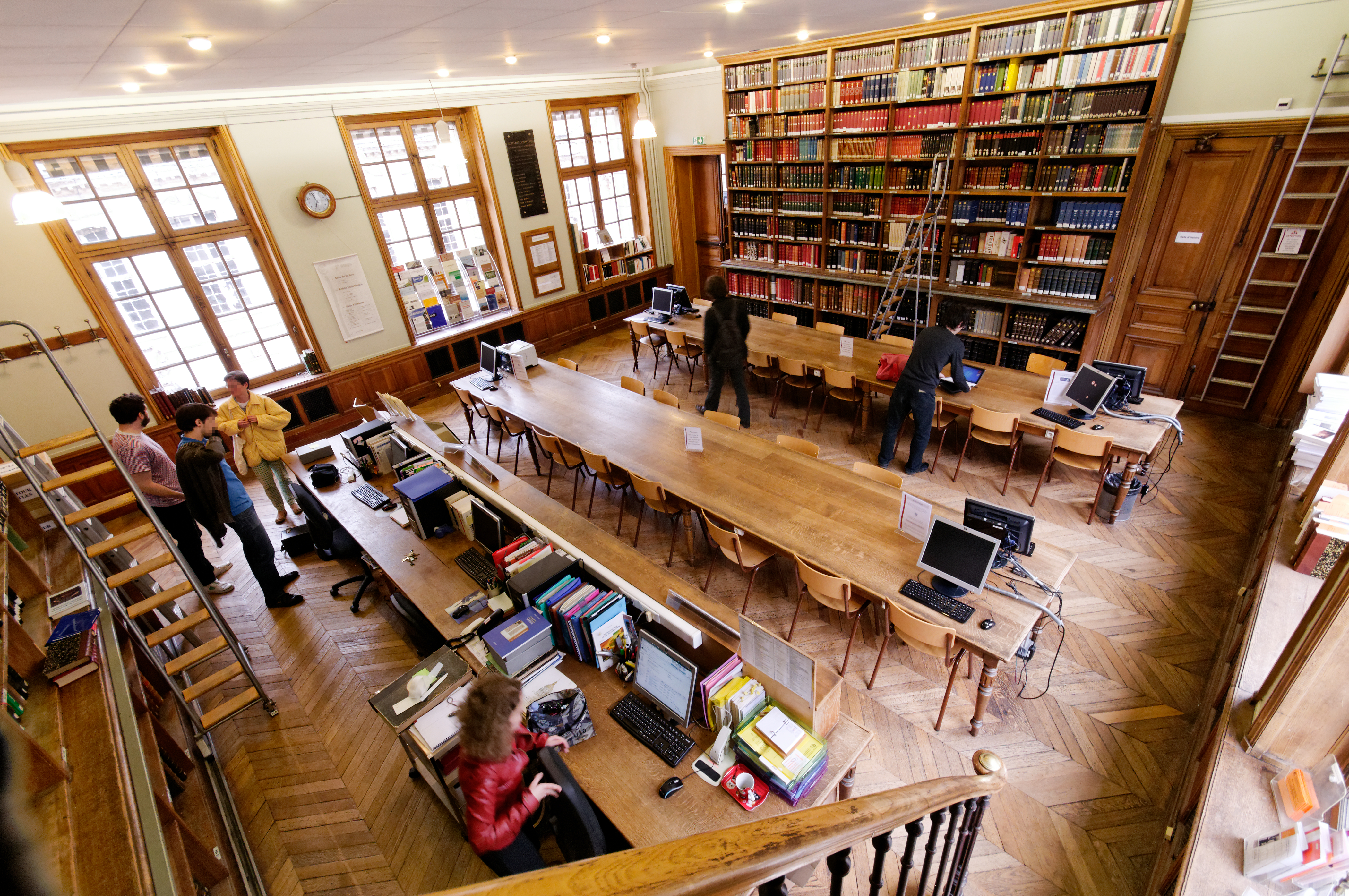
École nationale des chartes (bibliotheek)

De École nationale des chartes (ENC) is een Franse instelling voor hoger onderwijs op het gebied van de archiefwetenschap en historische hulpwetenschappen, opgericht in 1821 en onderdeel van de Universiteit PSL. De ENC behoort tot de zogeheten grandes écoles, de hoogste vorm van het Franse wetenschappelijke onderwijs.
De École des chartes, zoals de ENC lange tijd heette, leidde eerst vooral archivarissen op en historici die zich specialiseerden in de mediëvistiek, het geheel van disciplines die de middeleeuwen bestuderen. De term chartes in de naam van de school verwijst naar het onderzoek naar oorkonden waarin de studenten onderricht kregen en krijgen. Naast oorkondeleer, de wetenschappelijke discipline voor de bestudering van middeleeuwse en latere oorkonden, krijgt men onderricht in vakken als paleografie (het lezen van oud schrift), zegelkunde en chronologie, historische tijdrekenkunde, en verder onder andere middeleeuws Latijn, filologie en rechtsgeschiedenis. Men kan het diploma archiviste-paléographe behalen, en sinds 2006 ook een master.
Oud-leerlingen van de ENC als Bernard Lazare en Arthur Giry raakten eind 19e eeuw in opspraak toen zij tijdens de Dreyfusaffaire documenten als vervalsingen ontmaskerden. In de 20e eeuw leken vernieuwingen in de geschiedschrijving lange tijd aan de ENC voorbij te gaan. De historiografie van de Annales-school werd er gewantrouwd. Een anekdote wil dat de deur tussen de ENC en de aangrenzende École des hautes études en sciences sociales letterlijk nooit open ging. Bekende Franse historici studeerden aan de ENC, zoals Gabriel Hanotaux, Régine Pernoud, Michel Pastoureau en Jean Favier, maar ook de schrijvers Roger Martin du Gard, winnaar van de Nobelprijs voor Literatuur in 1937, François Mauriac, die deze prijs in 1952 kreeg, Georges Bataille, André Chamson en de filosoof René Girard. Sinds 1839 geeft men een eigen tijdschrift uit, Bibliothèque de l'Ecole des Chartes, een van Frankrijks oudste wetenschappelijke tijdschriften.